# Kořenov zastávka
Kořenov zastávka je železniční zastávka, která se nachází v Desné v městské části 3 (lll) v Jizerských horách. Zastávka leží v údolí Příchovického potoka a pod Hutní horou. Zastávka je zařazena do integrovaného dopravního systému IDOL. Leží v blízkosti Krkonošské ulice v nadmořské výšce 645,3 m n.m..

## Historie
Zastávka byla otevřena 30. června 1902.

## Popis
Zastávka leží mezi zastávkou Desná-Pustinská a dopravnou Kořenov na trati 036. Zastávka je osvětlena lampami. Má jedno jednostranné nástupiště, které je zarostlé trávou. Zastávka sice nese název „Kořenov zastávka“, leží však na katastrálním území Desné. Zastávka nemá přístřešek proti povětrnostními vlivy. Je pár metrů od Polubenského tunelu. Leží v nadmořské výšce 645,3 m n. m.

## Doprava
Na této zastávce je malý provoz i osobních vlaků.[zdroj?] V roce 2019 zde pouze projížděly rychlíky linky R 21 Praha-Turnov-Tanvald-Harrachov. Také zvláštní ozubnicový vlak Rakušanka (zubačka) tady jenom projíždí zastávku (na trase Tanvald-Desná-Kořenov-Harrachov). Zastávka je na znamení. Dopravně a celkově je tato zastávka téměř bezvýznamná.[zdroj?]

## Cestující

### Odbavení cestujících
V zastávce není osobní pokladna, cestující jsou odbavování ve vlaku.

### Přístup
Bezbariérový přístup není na žádné nástupiště (dle ČSN 73 4959).